# 리버 (영화)
《리버》(River)는 2008년에 발생한 아키하바라 살인 사건을 모티브로 제작된 2011년 일본의 드라마 영화이다. 히로키 류이치가 감독과 각본을 맡았으며, 렌부츠 미사코가 사건으로 연인을 잃은 주인공 소녀 역을 맡았다.
영화는 2011년 제12회 도쿄 필멕스 특별 초대 부문에서 처음 공개되었으며, 2012년 3월 10일에 일본의 극장에서 개봉됐다.

## 출연진
- 렌부츠 미사코 - 히카리
- 네기시 도시에 - 유미코, 히카리의 엄마
- 다구치 도모로 - 스카웃맨
- 나카무라 마미 - 사키, 카메라맨
- Quinka, with a Yawn - 음악가
- 오다카 안나 - 마리아, 고등학교 동창
- 에모토 도키오 - 오자키
- 나하나 - 모모, 메이드
- 고바야시 유키치 - 유지
- 고바야시 유토 - 크리스